# Associazione Sportiva Siracusa 1942-1943
Questa voce raccoglie le informazioni riguardanti l'Associazione Sportiva Siracusa nelle competizioni ufficiali della stagione 1942-1943.

## Rosa
| N. |                   | Ruolo | Calciatore         |
| -- | ----------------- | ----- | ------------------ |
|    | Italia (bandiera) | A     | Francesco Buccheri |
|    | Italia (bandiera) | C     | Pietro Cancellieri |
|    | Italia (bandiera) | D     | Danilo Casagrande  |
|    | Italia (bandiera) | A     | E. Cattaneo        |
|    | Italia (bandiera) | A     | O. Ferrante        |
|    | Italia (bandiera) | C     | R. Magistrelli     |
|    | Italia (bandiera) | A     | Silvio Mazzoli     |
|    | Italia (bandiera) | C     | B. Neri            |

| N. |                   | Ruolo | Calciatore          |
| -- | ----------------- | ----- | ------------------- |
|    | Italia (bandiera) | P     | G. Pastorino        |
|    | Italia (bandiera) | A     | Sergio Peresson     |
|    | Italia (bandiera) | A     | G. Pivato           |
|    | Italia (bandiera) | D     | Oronzo Pugliese     |
|    | Italia (bandiera) | C     | Ottavio Rossi       |
|    | Italia (bandiera) | C     | Egizio Rubino       |
|    | Italia (bandiera) | C     | Francesco Sgandurra |